# 権仁淑
権 仁淑（クォン・インスク、朝鮮語: 권인숙、1964年8月28日 - ）は、韓国の女性社会学者、教授、政治家。第21代韓国国会議員。

## 経歴
ソウル大学校家政大学衣類学科卒業。ラトガース大学大学院女性学修士、クラーク大学大学院女性学博士。
彼女は386世代の代表的な1人であり、韓国の反独裁・民主化運動に多大な影響を与えた。ソウル大在学中に労働運動に投身した権は、休学中の1986年に偽造の住民登録証による偽装就職の疑いで警察により富川警察署に連行された後、5・3仁川民衆抗争との関わりが疑われたため、取調べの過程に発生した富川警察署性拷問事件の被害者となった。その後、権が警察官の違法行為を告発し、人権派弁護士の趙英来や朴元淳も原告弁護団に参加したが、権自身は公文書偽造などの疑いで、翌年の6月抗争まで馬山教導所の中で過ごした。
1994年に留学のために渡米した。2001年から労働人権会館の代表幹事を務め、ハーバード大学韓国学研究所博士後研究員、コロンビア大学東アジア研究所招聘研究員、フロリダ州立大学女性学科教授を歴任した。2003年から明知大学校教育学習開発院教授、邦牧基礎教育大学教授、2014年から韓国性暴力相談所付設専門研究所「ウルリム」の所長、2017年から韓国女性政策研究院院長を務めた。教授在任中は韓国社会における性暴力、ジェンダー平等の問題や徴兵制による問題などを研究した。
2017年の大統領選挙の際に、文在寅が所属する共に民主党の共同選挙対策委員長を務めた。2020年の第21代総選挙では共に市民党の比例代表として当選した。

## 著書
- 張必和、権仁淑、金賢淑、李相華、申玉姫、辛仁羚、尹厚浄著、西村裕美編訳。『韓国フェミニズムの潮流』、明石書店、2006年4月。ISBN 978-4-7503-2321-3
- 権仁淑著、山下英愛訳。『韓国の軍事文化とジェンダー』、御茶の水書房、2006年11月。ISBN 4-275-00502-3
- 権仁淑著、中野宣子訳、漫画大越京子。『母から娘へ―ジェンダーの話をしよう』、梨の木舎、2011年7月。ISBN 978-4-8166-1106-3[12]

## エピソード
2022年11月10日午後、野党側が提出した梨泰院雑踏事故国政調査要求書の報告と国会副議長選出投票などのための国会本会議で、権がスマートフォンでチェスゲームをする場面はメディアのカメラにより撮られた。その日の夜に権は文書で「間違ったことだ。反省する」と謝罪した。
2023年2月15日、国会法制司法委員会全体会議で不同意姦淫罪についての質疑途中、権は法務部長官の韓東勲の回答を何度も遮ったため、正常な議論はできなくなった。さらに20年以上検事を務めてきた韓に対し、「性的暴行の捜査をしてみたか？」という予想外の質問もした。